# Jardin de marais
Un jardin de tourbière ou jardin de marais utilise un sol constamment humide (mais pas gorgé d'eau) pour créer un habitat pour les plantes et les créatures qui prospèrent dans de telles conditions. Il peut exploiter le mauvais drainage existant dans le jardin ou le créer artificiellement en utilisant des revêtements de bassin (liners) ou d’autres matériaux pour piéger l’eau dans la zone. Une telle structure doit permettre une petite quantité de suintement pour éviter la stagnation de l'eau. Par exemple, une doublure de bassin doit être percée plusieurs fois. En règle générale, un jardin de tourbière consiste en une zone peu profonde adjacente à un étang , un bassin ou à un autre point d'eau, mais il faut veiller à empêcher toute fuite d'eau d'un niveau supérieur à un niveau inférieur. La profondeur soutenable minimale est de 40 à 45 cm. Un bon drainage est assuré par le gravier placé sur le liner et l'arrosage peut être maintenu à l'aide d'un tuyau perforé sous la surface,.
Les plantes qui apprécient un sol tourbeux ou une eau peu profonde autour de leurs racines (marginaux) comprennent:

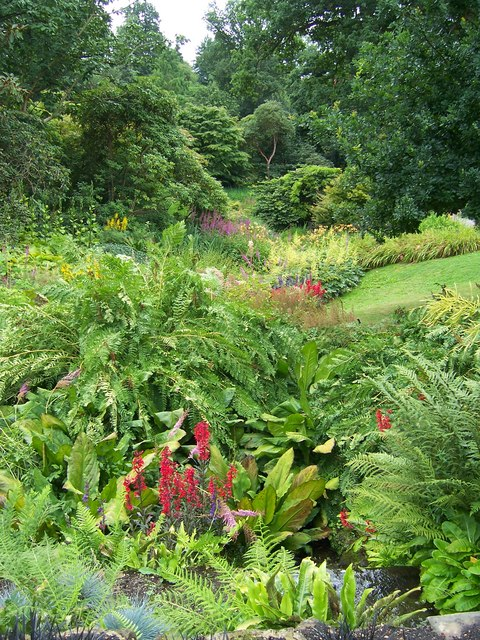
Jardin de la tourbière Wakehurst Place

- Butomus umbellatus
- Caltha palustris
- Dionaea muscipula
- Drosera
- Iris pseudacorus
- Lobelia cardinalis
- Lysimachia nummularia
- Menyanthes trifoliata
- Myosotis scorpioides
- Osmunda regalis
- Persicaria amplexicaulis
- Persicaria bistorta
- Pinguicula
- Primula pulverulenta
- Sarracenia
- Schoenoplectus tabernaemontani
- Scrophularia auriculata
- Trollius x cultorum
- Utricularia